# Fagonia californica
Fagonia californica là một loài thực vật có hoa trong họ Zygophyllaceae. Loài này được Benth. miêu tả khoa học đầu tiên năm 1844.